# Huawei Music
HUAWEI Music (o también conocido como Música) es un servicio de almacenamiento y sincronización de música en la nube, y tienda musical en línea basada en suscripción de Streaming, y a la vez es un Reproductor Musical desarrollado por Huawei. Fue lanzado el 8 de junio del 2013 para el sistema operativo HarmonyOS y Android a través de la tienda de aplicaciones de Huawei (conocida como AppGallery).
HUAWEI Music es muy similar a Google Podcasts, Incluyendo un amplio catálogo musical. Fue lanzado como reemplazo de Google Podcasts para los dispositivos Huawei sin los Servicios de Google.

## Suscripción a HUAWEI Music
Las suscripciones a HUAWEI Music están disponibles en países de Europa, América Latina, Medio Oriente,     Sudáfrica y regiones de Asia Pacífico mediante la suscripción válida a HUAWEI Music. Las suscripciones en algunos casos ofrecen un periodo de pruebas gratuito de un mes.

## Características

### Radio
Disfruta de emisoras de radio diferentes y personalizadas. 
Esta sección cuenta con un gran número de canales manejado las 24 horas del día, los 7 días de la semana, en más de 100 países para todos (no es necesario estar suscrito a HUAWEI Music para poder utilizar el servicio).

### IDENTIFICA
Esta función identifica canciones de forma inteligente, gracias a una base de datos sólida y un sistema de coincidencia por IA.

### MODO DE FIESTA
Esta función permite conectar varios móviles Huawei, y reproducir la misma canción simultáneamente para experimentar el sonido envolvente.

### Efectos de sonido
HUAWEI Music cuenta con un ecualizador y un amplio catálogo de efectos de sonido, entre los cuales están los siguientes: 
- Kirin (Optimizado para los chips Kirin)
- Sonido envolvente 3D (Proporciona un sonido 3D envolvente)
- Mega Bass (Graves mejorados para sentir el ritmo)
- Coro (Destaca voces impresionantes)
- Melódico (Ideal para escuchar música clásica)
- Auriculares (Sonido equilibrado y personalizado para auriculares)
- Conducción (Adaptado para escuchar dentro del automóvil)
- Rotación 3D (Rotación dinámica de 360 grados)
- Folclore (Voces más cálidas y tonos más suaves)
- Animación, cómics... (Relájese con la sintonía de la fantasía)
- Sala de concierto (Simula la acústica de una gran sala de concierto)
- Estudio (Lo lleva al lugar donde la música se creó)
- Efecto karaoke (Efecto de reverberación karaoke)
- Café (Ajuste del volumen adaptativo)
- Etéreo (Máxima nitidez en las notas altas)

### Efectos de sonido VIP
HUAWEI Music también cuenta con efectos de sonido VIP (es necesario estar suscrito a HUAWEI Music para poder utilizar los efectos de sonido VIP) entre los cuales están los siguientes:
- Melodía dulce (Disfruta de un campo de sonido más amplio y voces más cálidas)
- Modo AI (El efecto se ajustará para complementar la canción que escuchas)
- HIFI (Crea un efecto natural de sonido envolvente)
- Electrónico (Sienta el ritmo)
- Música en vivo (Como si estuviera allí)
- Nostalgia (Sonido clásico cálido)
- Vinilo retro (Efecto de reproductor de disco vinilo)